# Carrickfergus Castle

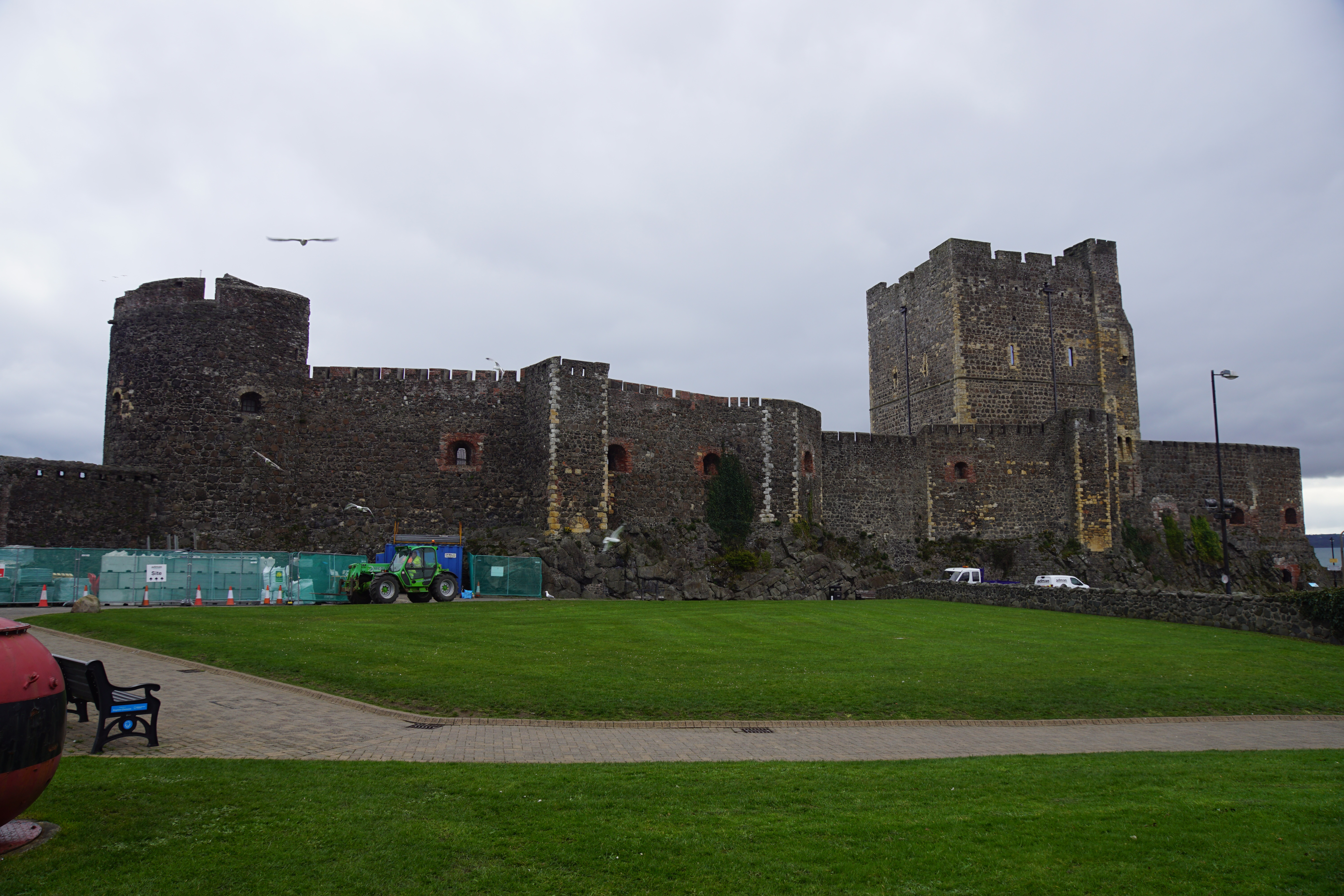
Het kasteel gezien vanuit het westen, gelegen op een rots aan de kust.

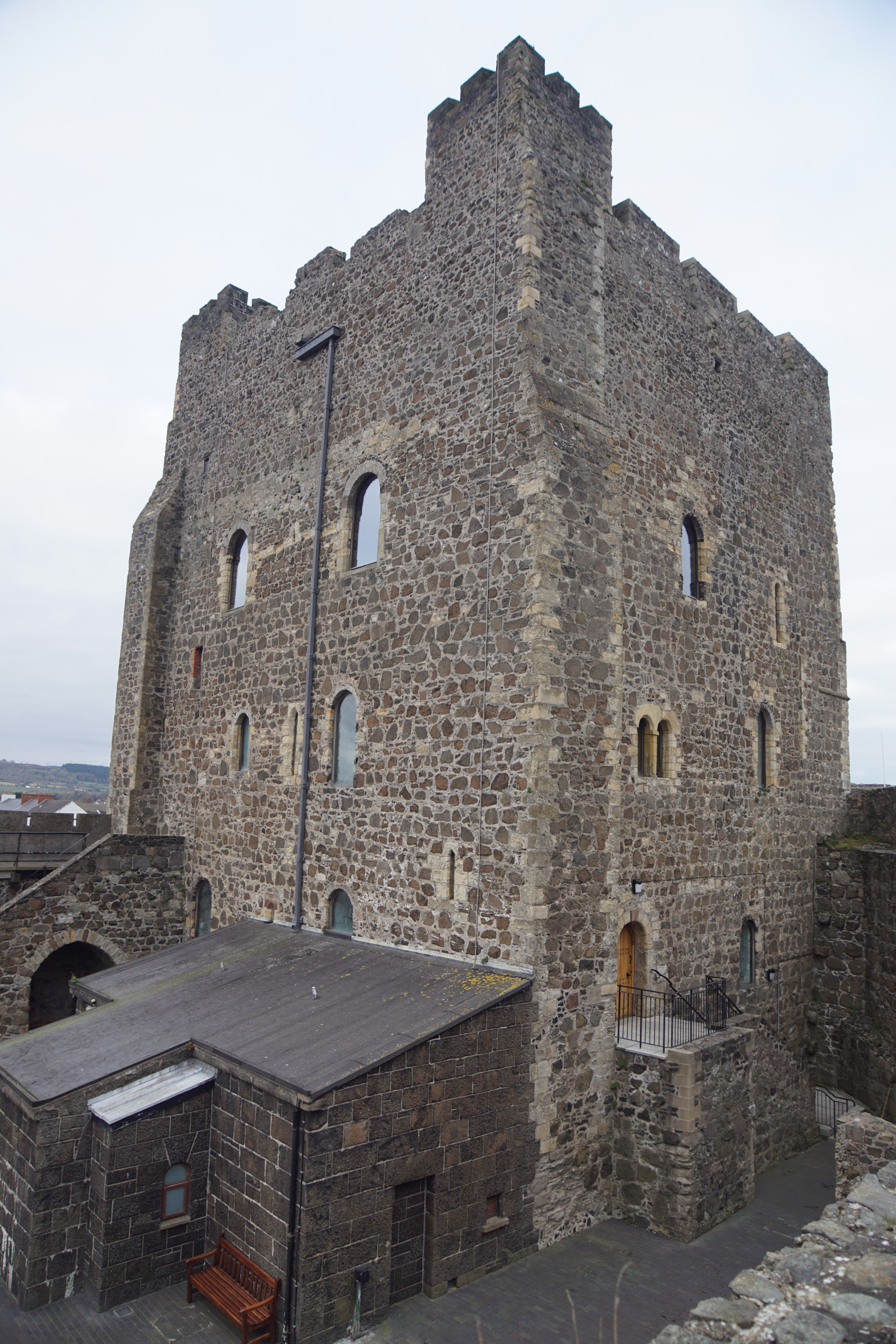
De twaalfde-eeuwse donjon gezien vanuit de eerste ommuring (Inner Ward).

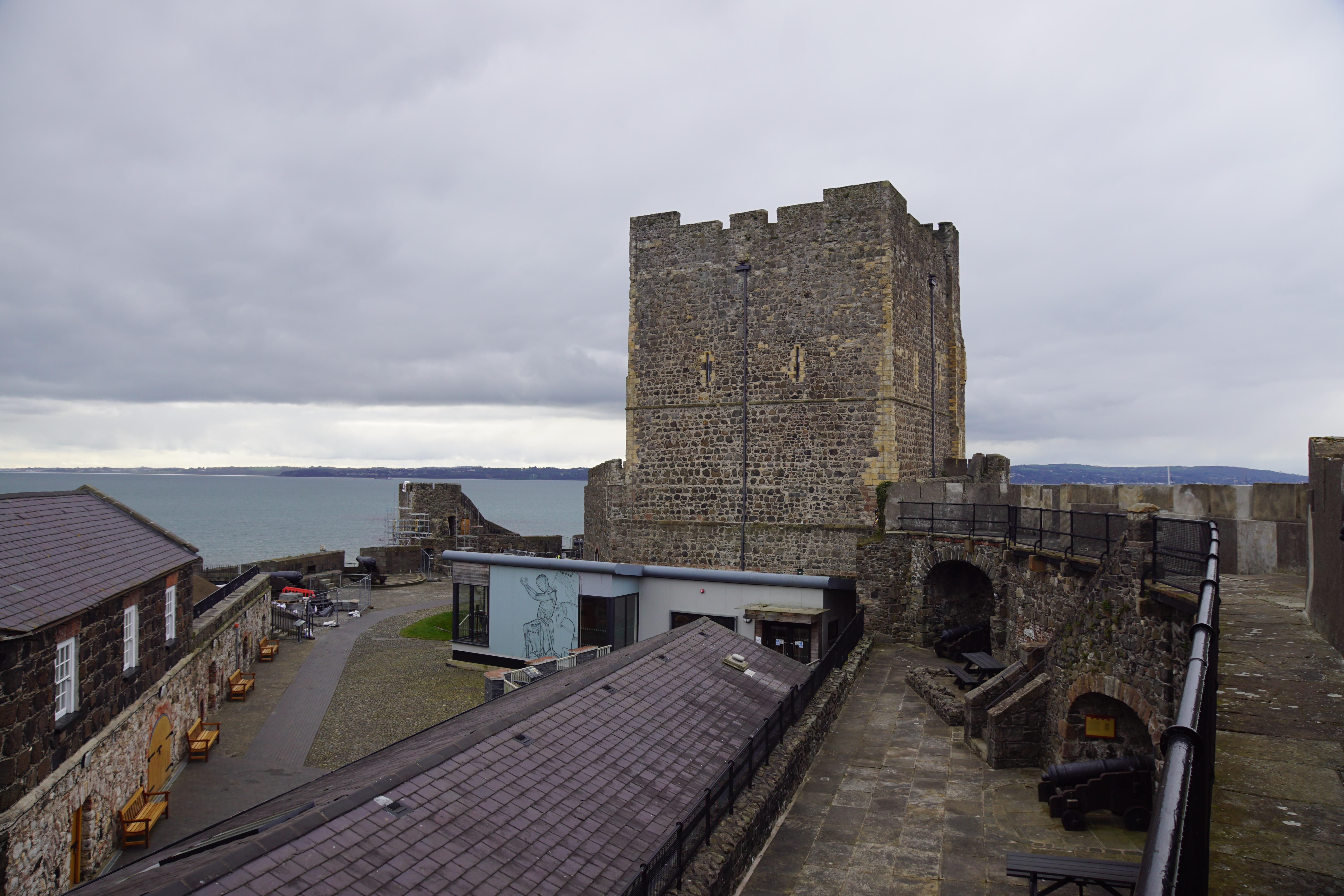
De donjon gezien vanuit de buitenste ommuring (Outer Ward).

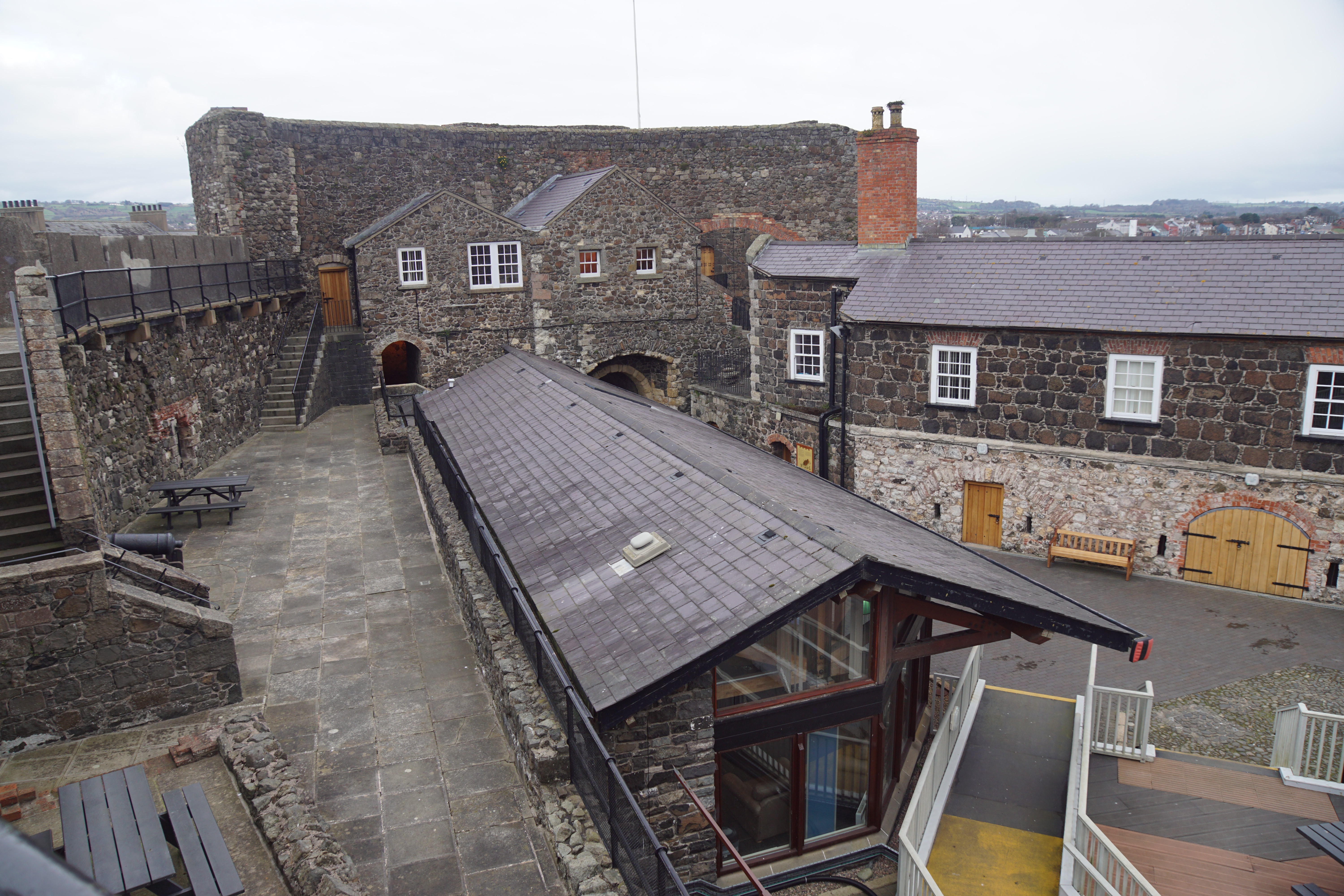
De buitenste ommuring (Outer Ward), noordwaarts kijkende richting het poortgebouw. In het midden het bezoekerscentrum.

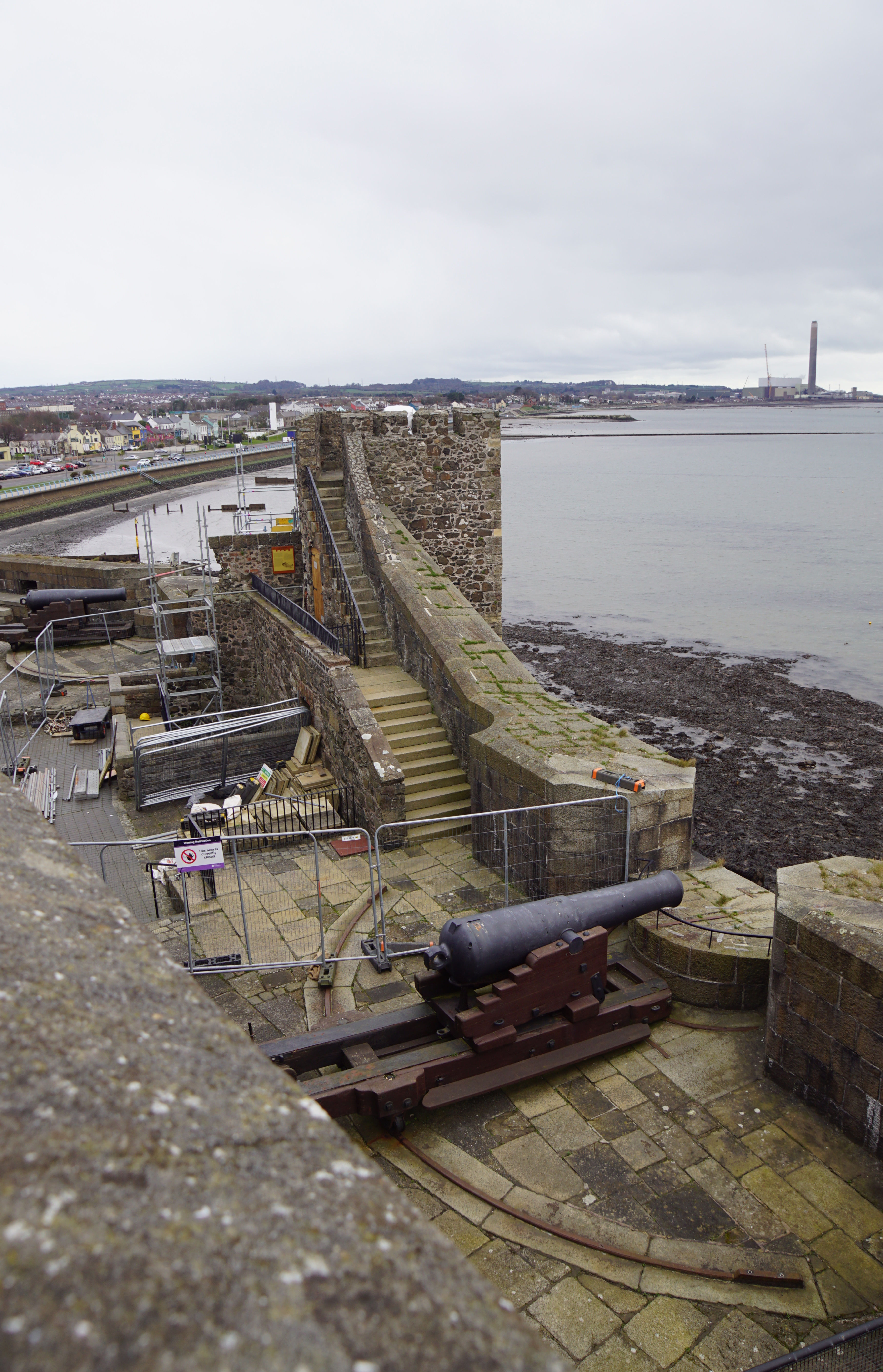
De enig overgebleven toren van de Middle Ward is de Sea Tower.

Carrickfergus Castle is een van oorsprong twaalfde-eeuws kasteel, gelegen in Carrickfergus in County Antrim, Noord-Ierland. Het kasteel was het belangrijkste kasteel van de graven van Ulster. Carrickfergus Castle bleef van een militair belang tot 1928.

## Naamgeving
Carrickfergus betekent de rots van Fergus. Er is een legende die vertelt dat koning Fergus op zoek was naar het bronwater uit de rots bij Carrickfergus dat lepra zou genezen. Zijn schip zonk echter op de weg erheen. 

## Geschiedenis
Carrickfergus Castle werd gebouwd door de Normandiërs aan de noordelijke kust van het Belfast Lough.
Het was John de Courcy die in 1178, een jaar na de invasie van Ulster, begon aan de bouw van het kasteel op het zuidelijke deel van de rots. Zijn grondgebied besloeg County Antrim, County Down en het grootste deel van het kustgebied naar County Derry. De ommuurde binnenplaats aan de zuidzijde van de donjon werd gebouwd tussen 1178 en 1195. Tussen 1216 en 1223 werd een tweede ommuring gebouwd met vier verdedigingstorens en een poterne. Tussen 1226 en 1242 werd de derde ommuring gebouwd waardoor het kasteel de hele rots in beslag nam. Waarschijnlijk werd dit laatste deel gebouwd door Hugh de Lacy. De noordzijde werd in de jaren veertig van de dertiende eeuw voorzien van een poortgebouw met twee ronde torens.
In 1210 nam koning Jan zonder Land het kasteel in en verbleef er tien dagen. Aanleiding was dat hij vond dat Hugh de Lacy zich boven zijn stand ging gedragen. In 1263 kwam Walter de Burgh in het bezit van het graafschap van Ulster, waaronder Carrickfergus Castle. 
In 1315 werd het kasteel belegerd door Edward Bruce, de jongere broer van Robert the Bruce, die aspiraties had koning van Ierland te worden.
In 1333 stierf William de Burgh waarna de titel van graaf van Ulster in de koninklijke familie bleef. Vanaf dit moment werd er een koninklijk garnizoen gehuisvest in het kasteel.
In de jaren zestig van de zestiende eeuw werd de bovenste verdieping van de donjon uitgebreid met een grote boog om een grote hal te creëren. In deze periode werd het kasteel ook voorzien van een betere verdediging waaronder platformen voor de plaatsing van kanonnen en veertien schietopeningen voor kanonnen.
Generaal Frederik van Schomberg veroverde Carrickfergus Castle voor Willem III van Oranje in 1689. Op 14 juni 1690 zette Willem III hier voet aan wal in Ierland. 
De Fransen onder leiding van François Thurot veroverden het kasteel in 1760.
In 1797 werd het kasteel gebruikt als gevangenis en werd voorzien van zware verdediging in de Napoleontische oorlogen. Hierna diende het kasteel nog als kruit- en wapenopslagplaats. In 1928 verloor het kasteel haar militaire garnizoen en kwam het kasteel in staatsbeheer. Tussen 1939 en 1945 waren er schuilplaatsen voor luchtaanvallen ingericht.

## Beschrijving
Het kasteel is gebouwd op een rots aan de kust en is min of meer D-vormig door het volgen van de kust. Op twee derde van de noord-zuidas staat de donjon, het oudste deel van het kasteel. Het kasteel kent drie ommuurde binnenplaatsen. De oudste ommuring en binnenplaats (de Inner Ward) ligt ten zuiden van de donjon en had oorspronkelijk zijn ingang aan de zeezijde. De tweede ommuring (de Middle Ward) ligt als een schil tegen de Inner Ward aan aan de oost- en noordzijde en heeft vier verdedigingstorens en een poterne en had oorspronkelijk een noordelijke toegang. Van de vier torens is enkel de Sea Tower overgebleven. De derde ommuring (de Outer Ward) ligt aan de noordzijde hiervan tot aan de rand van de rots aan de noordzijde. Hier bevindt zich het grote poortgebouw met twee ronde torens.
De donjon heeft muren van 3,6 meter dik en is 27,4 meter hoog. De donjon bestaat uit drie verdiepingen en een gewelfde kelder met een waterput. Tot de zestiende eeuw bestond elke verdieping uit een grote open ruimte zonder scheidingsmuren. De begane grond was bedoeld als publieke ruimte voor soldaten en mensen die de aandacht wilden van de kasteelheer. Er was geen haard maar er waren wel latrines. Hier was ook de waterput. De verdieping erboven had een haard, ramen en een latrine. Deze ruimte was beschikbaar voor de mensen uit de entourage van de kasteelheer. De bovenste verdieping had een haard, grote ramen in alle vier de muren, een simpele latrine en een privétrap naar de borstwering bovenop de toren. Deze ruimte was het privévertrek van de kasteelheer.

## Beheer
Carrickfergus Castle is een State Care Monument, net als de Stadsmuur van Carrickfergus.

## Fotogalerij

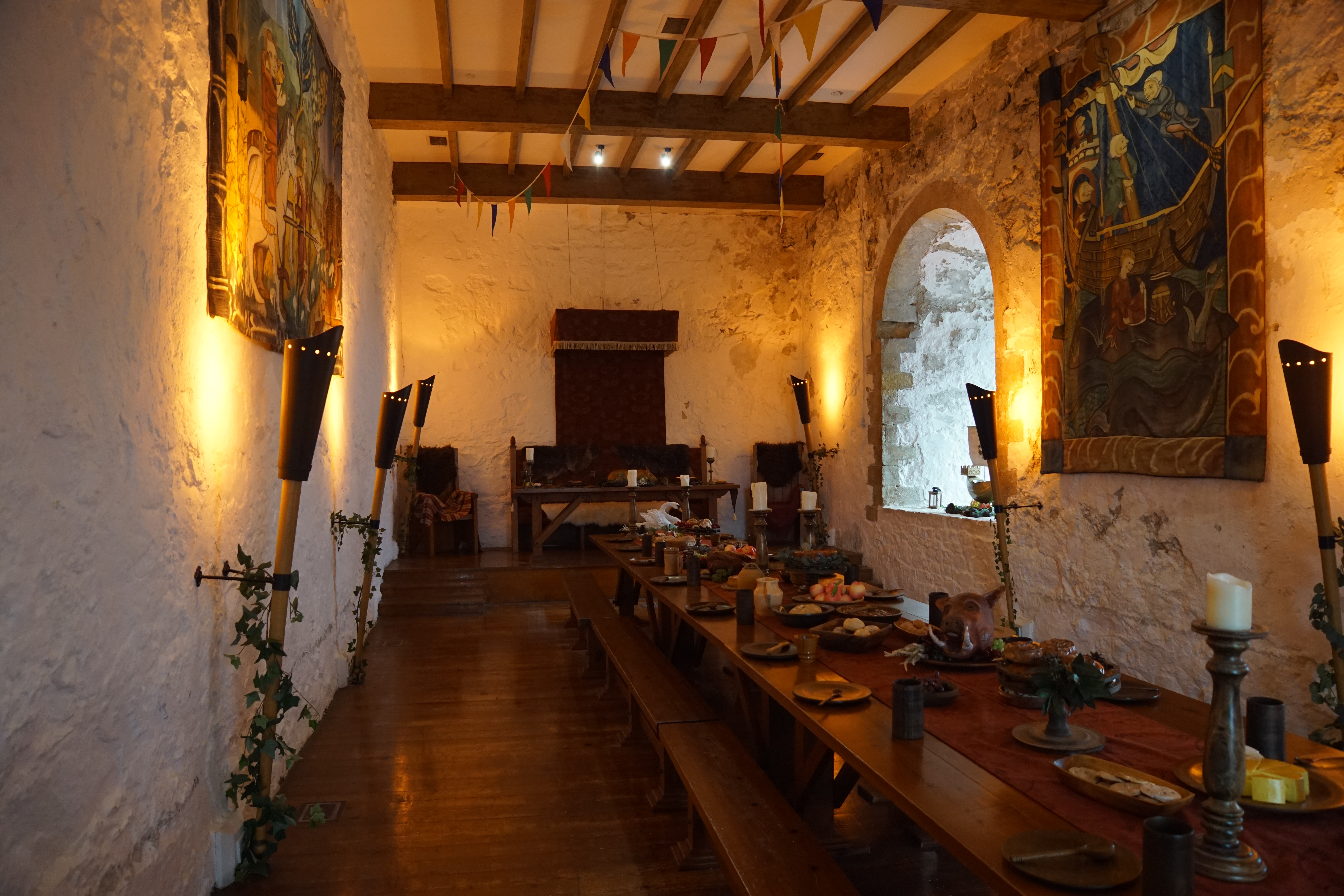
De tweede verdieping van de donjon
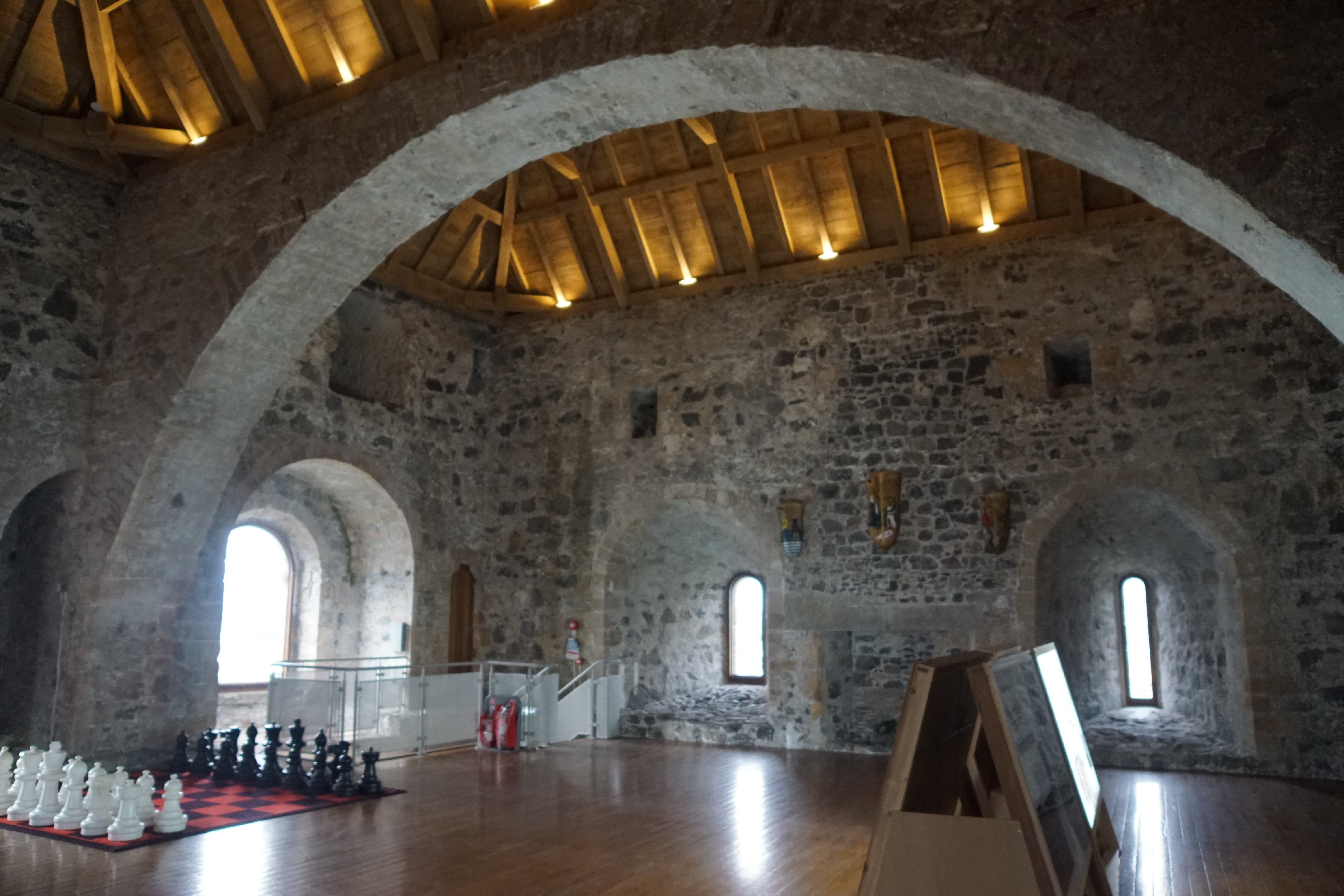
De bovenste verdieping werd vanaf 1560/9 de Grote Hal (let op de grote boog)
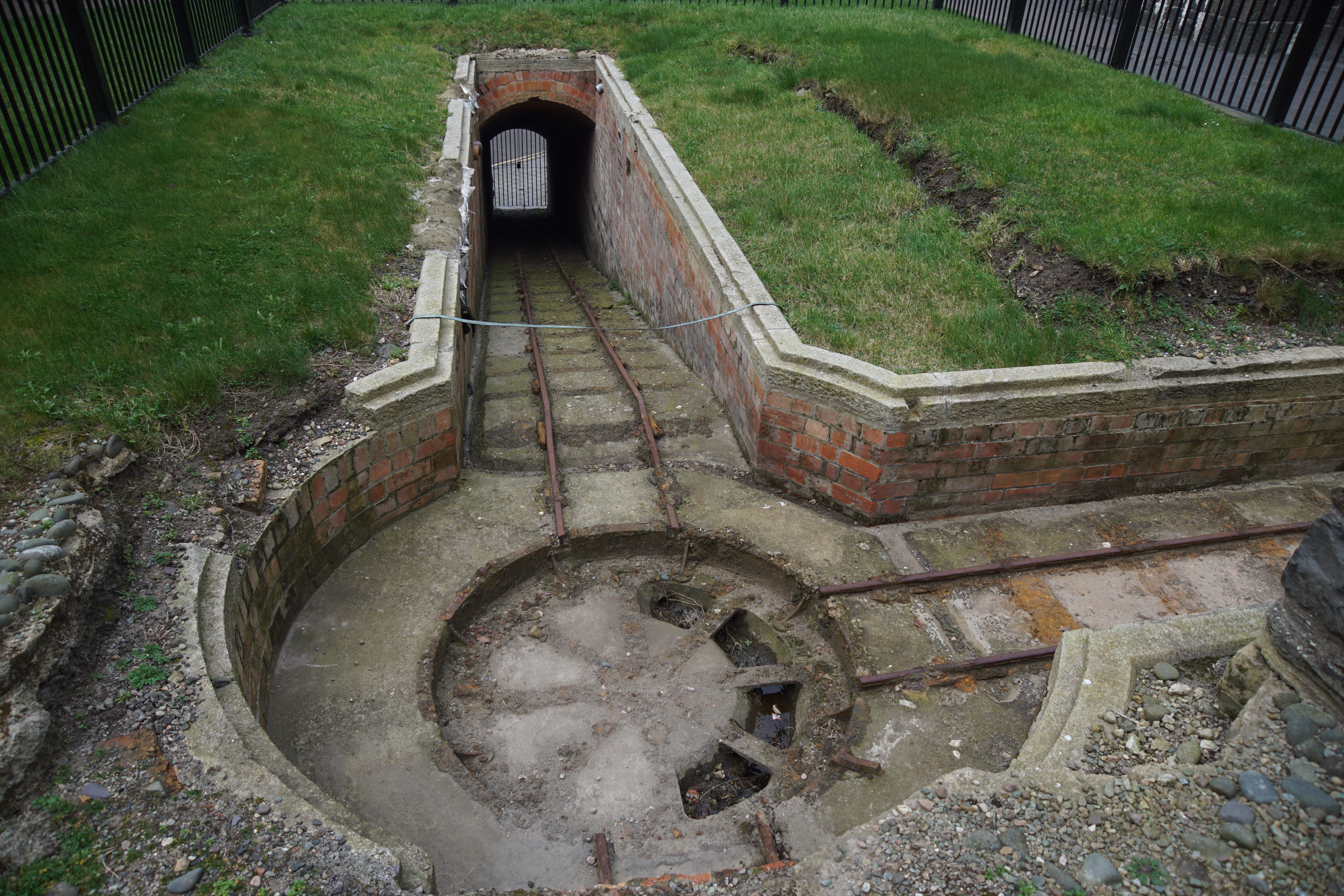
Halverwege de 19e eeuw werd er gemoderniseerd. Via deze rails konden voorraden van buiten het kasteel naar de hoger gelegen Inner Ward worden getransporteerd.
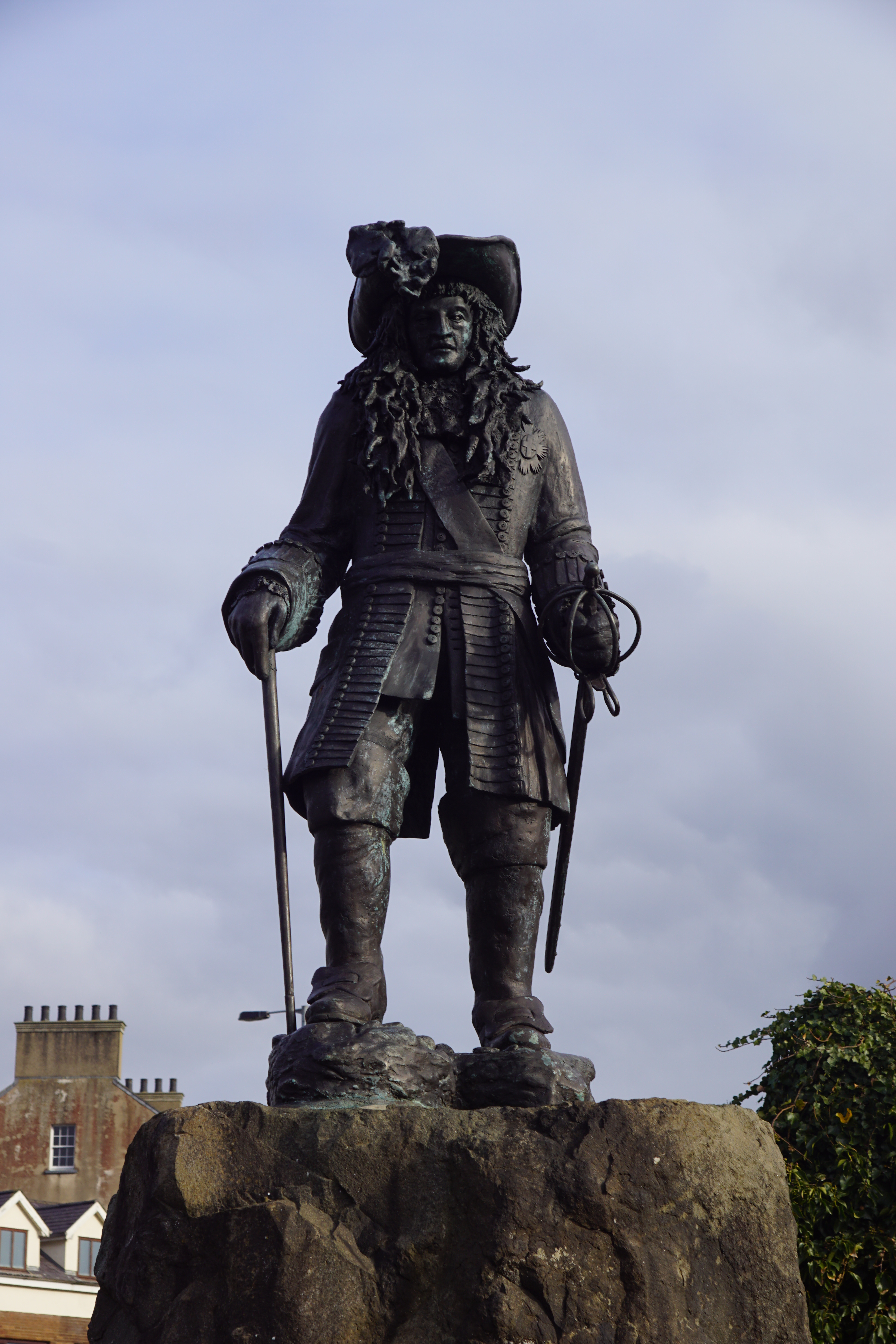
Standbeeld van Willem III van Oranje die hier voet aan land zette in 1690.